# Villa Braun

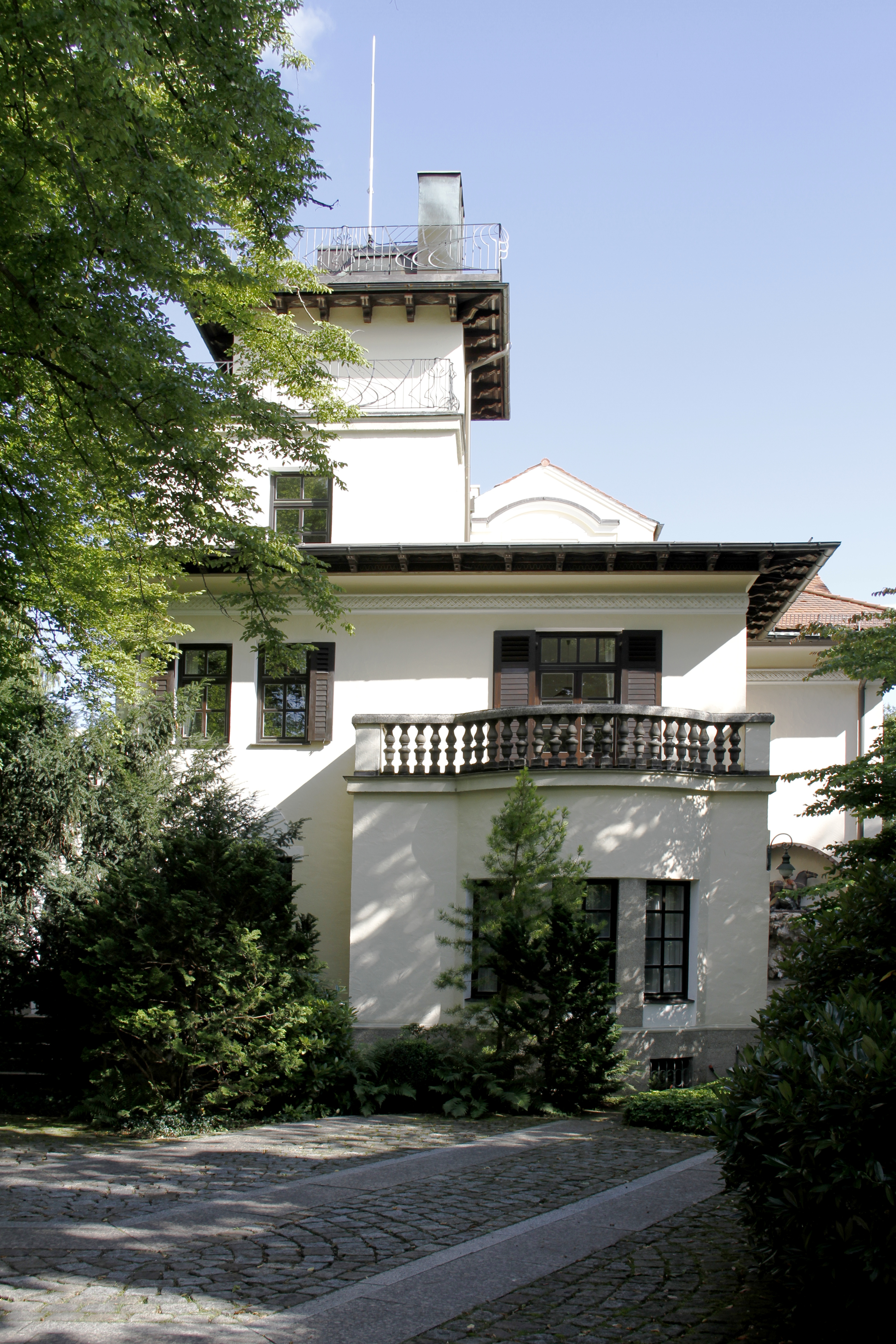
Villa Braun

Die Villa Braun ist ein Wohngebäude in München. Das Gebäude ist als Baudenkmal in die Bayerische Denkmalliste eingetragen.

## Lage
Die Villa liegt in der Heilmannstraße 21 in der Villenkolonie Prinz-Ludwigs-Höhe im Münchener Stadtteil Thalkirchen. Das Haus ist um etwa 50 Meter von der Straße zurückgesetzt und über einen zwischen den Nachbarhäusern durchführenden Zufahrtsweg zu erreichen, der gegenüber der Einmündung der Ludwigshöher Straße von der Heilmannstraße abgeht.

## Geschichte
1897 kaufte der Apotheker Carl Braun das Grundstück, um darauf ein Sommerhaus zu errichten. 1899 baute der Architekt Franz Rank das Haus nach den Vorstellungen Brauns. 1905 wurde auf der Westseite ein Anbau errichtet.

## Architektur
Die Villa ist in einem italienisierenden Stil gebaut.